# Uli Becker
Uli Becker (* 14. September 1953 in Hagen; Pseudonym: Erwin Kliffert) ist ein deutscher Schriftsteller.

## Leben
Uli Becker studierte nach dem Abitur Germanistik und Amerikanistik. Seit 1979 lebt er als freier Schriftsteller in Berlin.
Beckers erste Texte erschienen in kleineren Alternativzeitschriften. Mit seinen Gedichten, vorwiegend in kurzen Formen, setzt er die undogmatische und libertäre Tradition der Pop- und Alltagsliteratur fort; zuletzt ist bei ihm eine weitere Tendenz zur Verknappung bis hin zum Haiku festzustellen.
Gemeinsam mit Frank Witzel gab Becker 1987 unter dem Pseudonym Erwin Kliffert bei Rowohlt den Sammelband Ich mal wieder – ein selbstverliebtes Lesebuch heraus, der als Anthologie neuer deutscher Lyrik angekündigt wurde. Die darin enthaltenen Parodien schlechter Gedichte waren zum größten Teil, unter verschiedenen Pseudonymen, von den beiden Herausgebern verfasst.
Uli Becker erhielt 1979 den Hungertuch-Preis, 1985 ein Villa-Massimo-Stipendium und 1991 ein Stipendium des Deutschen Literaturfonds.

## Werke
- Meine Fresse!, Hamburg 1977
- Menschen! Tiere! Sensationen!, Horn 1978
- April, April, Hamburg [u. a.] 1980
- Der letzte Schrei, Reinbek bei Hamburg 1980
- Daß ich nicht lache, Reinbek bei Hamburg 1982
- Frollein Butterfly, Augsburg 1983
- So gut wie nichts, Reinbek bei Hamburg 1984
- Das blaue Wunder, Reinbek bei Hamburg 1985
- Das höchste der Gefühle, Augsburg 1987
- Das Wetter von morgen, Zürich 1988
- Sechs Richtige oder How to make sense, Hamburg 1989
- Alles kurz und klein, Zürich 1990
- Das nackte Leben, Augsburg 1991
- Fallende Groschen, Augsburg 1993
- United colors of Buxtehude, Leipzig 1996 (zusammen mit Michael Buselmeier, Kerstin Hensel und Helga M. Novak)
- Mit dem Shinkansen nach Jottweedee, Eschede 1998 (zusammen mit Hugo Dittberner und Günter Herburger)
- Dr. Dolittles Dolcefarniente, Augsburg 2000
- Licht verborgen im Dunkel, Hannover 2000 (zusammen mit Durs Grünbein, Makoto Ōoka, Junko Takahashi und Tanikawa Shuntarō)

Übersetzungen
- Mark Beyer: Agony, Augsburg 1992
- Joseph Moncure March: Das wilde Fest, Reinbek bei Hamburg 1995
- Harry Matthews: Der Obstgarten, Berlin 1991

Herausgeberschaft
- Ich mal wieder, Reinbek bei Hamburg 1987 (unter dem Namen Erwin Kliffert)